# Jermaine
Jermaine ist ein englischer männlicher Vorname. Er geht zurück auf Germanus von Auxerre und entwickelte sich von lat. Germanus über franz. Germain zum englischen Jermain oder Jermaine.

## Herkunft und Bedeutung
Jermaine bedeutet übersetzt Der Germane, welches eine Zusammensetzung ist. Der Name wurde womöglich 80 v.C. zum ersten Mal erwähnt. Er ist ursprünglich ein Beiname der die Zugehörigkeit zum Stamm der Germanen kennzeichnete. Allerdings ist auch die genaue Herkunft unbekannt. Laut Angaben soll Julius Caesar den Begriff Germanen zum ersten Mal benutzt haben.
Varianten sind Jermane, Jermanius und Jemaine.

## Namensträger
- Jermaine Anderson (* 1983), kanadischer Basketballspieler
- Jermaine Beckford (* 1983), englischer Fußballspieler
- Jermaine Bucknor (* 1983), kanadischer Basketballspieler
- Jemaine Clement (* 1974), neuseeländischer Musiker, Schauspieler, Regisseur, Produzent, Komiker und Autor
- Jermaine Cole (* 1985), US-amerikanischer Rap-Musiker, siehe J. Cole
- Jermain Defoe (* 1982), englischer Fußballspieler
- Jermaine Dupri (* 1972), US-amerikanischer Musiker
- Jermaine Dye (* 1974), US-amerikanischer Baseballspieler
- Jermaine Fowler (* 1988), amerikanischer Comedian und Schauspieler
- Jermaine Gonzales (* 1984), jamaikanischer Sprinter
- Jermaine Gresham (* 1988), US-amerikanischer American-Football-Spieler
- Jermaine Hopkins (* 1973), US-amerikanischer Schauspieler
- Jermaine Hue (* 1978), jamaikanischer Fußballspieler
- Jermain Jackman (* 1995), britischer Popsänger
- Jermaine Jackson (* 1954), US-amerikanischer Sänger
- Jermaine Jenas (* 1983), englischer Fußballspieler
- Jermaine Jones (* 1981), deutsch-US-amerikanischer Fußballspieler
- Jermaine Kearse (* 1990), US-amerikanischer American-Football-Spiele
- Jermaine Landsberger (* 1973), deutscher Jazzmusiker
- Jermaine Pennant (* 1983), englischer Fußballspieler
- Jermaine O’Neal (* 1978), US-amerikanischer Basketballspieler
- Jermaine Paul (* 1978), US-amerikanischer R&B-Sänger
- Jermaine Pennant (* 1983), englischer Fußballspieler
- Wendell Jermaine Sailor (* 1974), australischer Rugby-Union- und Rugby-League-Spieler, siehe Wendell Sailor
- Jermaine Scott (* 1985), britischer Grime-Rapper, siehe Wretch 32
- Jermaine Stewart (1957–1997), US-amerikanischer Sänger
- Jermain Taylor (* 1978), US-amerikanischer Boxer
- Jermaine Taylor (Fußballspieler) (* 1985), jamaikanischer Fußballspieler
- Jermaine Thomas (* 1984), US-amerikanischer Basketballspieler